# Internationale Handwerksmesse
Die Internationale Handwerksmesse in München ist eine Messe fürs Bauen, Sanieren und Modernisieren.

## Messeprofil und Schwerpunkte

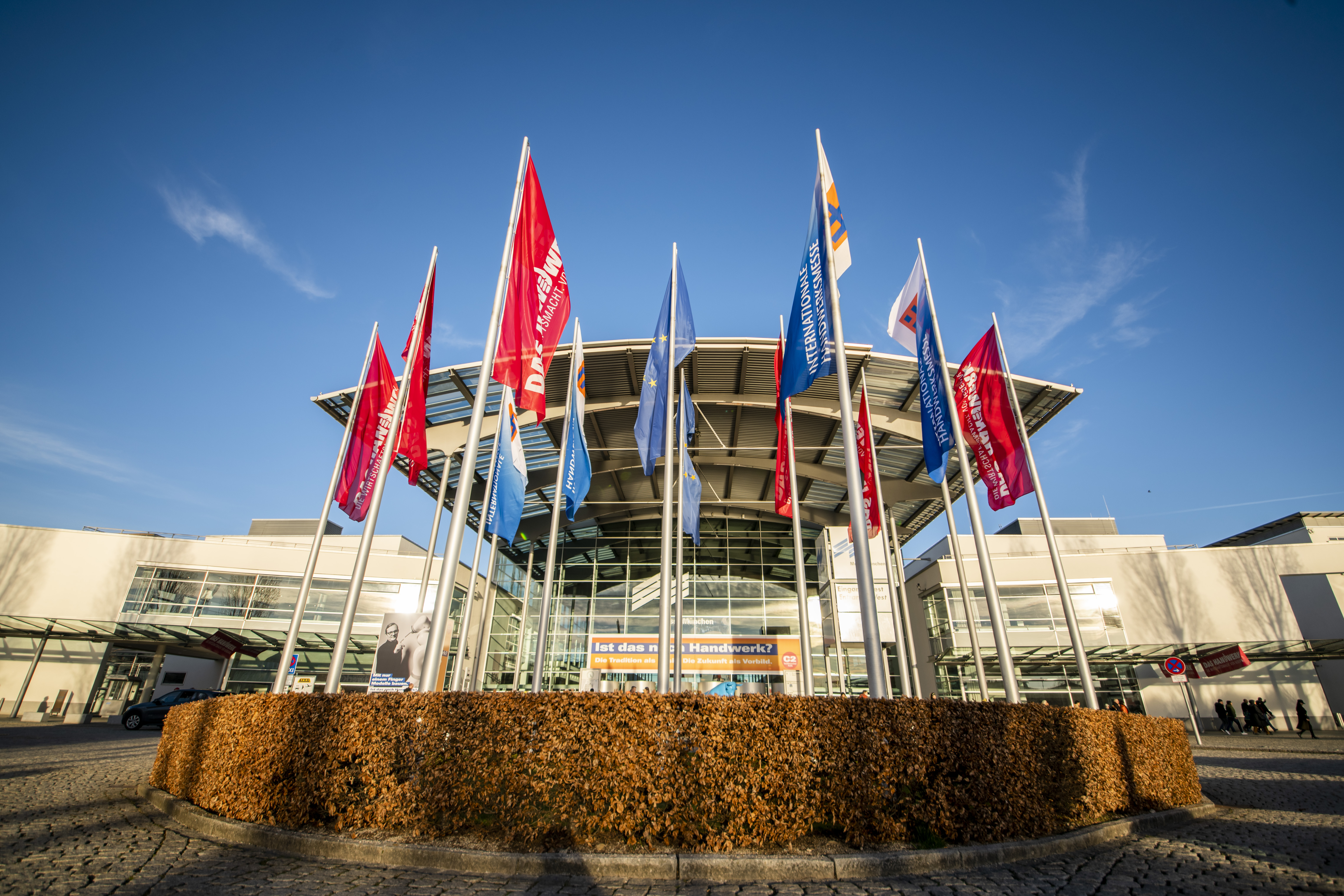
Außenansicht Internationale Handwerksmesse 2019

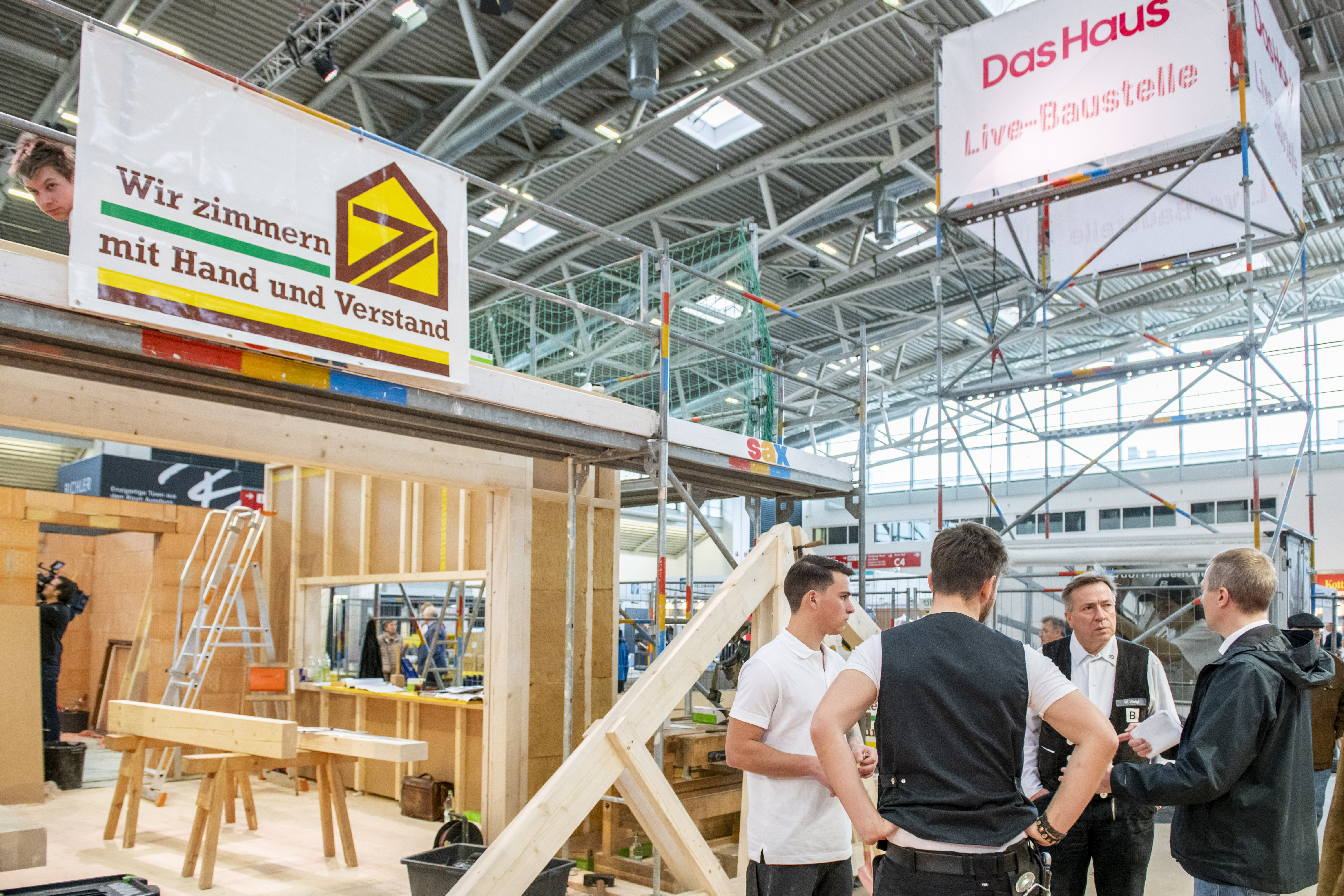
Live-Baustelle Das Haus auf der Internationalen Handwerksmesse 2019

Die Internationale Handwerksmesse wird von der Gesellschaft für Handwerksmessen (GHM) organisiert. Sie findet seit 1949 jährlich im März auf dem Messegelände München statt. Auf einer Fläche von rund 74.000 Quadratmetern präsentieren Aussteller einen umfassenden Leistungsquerschnitt durch das Handwerk. Insgesamt sind auf der Internationalen Handwerksmesse rund 60 Gewerke vertreten.
Auf der Internationalen Handwerksmesse können sich private Besucher, Unternehmen und öffentliche Hand über Leistungen des Handwerks informieren. Die Messe zeigt individuelle Lösungen für den privaten Alltag und beruflichen Alltag und demonstriert die Innovationskraft des Handwerks. Die inhaltlichen Schwerpunkte der Messe liegen auf Bauen und Modernisieren, Außenausbau und Gartentechnik, Kunsthandwerk, Schmuck und Dienstleistungen. Zum Messeangebot gehören mehrere Leistungs- und Sonderschauen, auf denen Handwerker aktuelle Themen, Produktneuheiten und herausragende Arbeiten präsentieren.
Als Besonderheit der Internationalen Handwerksmesse gilt die „Handwerk & Design“, die zeitgenössisches Kunsthandwerk, maßgeschneiderte Mode, Schmuck, angewandte Kunst und Design präsentiert. Sie wird durch international renommierte Sonderschauen (Exempla, Schmuck, Meister der Moderne, Talente) ergänzt, die im jährlichen Wechsel unterschiedliche handwerkliche Themen behandeln.
Außerdem widmet sich die Internationale Handwerksmesse der Nachwuchswerbung mit der Aktionsschau „YoungGeneration“, der Leistungsschau „AutoBerufeAktuell“, der Sonderausstellung „Wege zum Design“ und den Ständen der Handwerkskammern. Dort können Jugendliche in verschiedene Handwerksberufe hineinschnuppern und Kontakte zu ausbildenden Betrieben knüpfen.

## Ausstellungsbereiche
Das Angebotsportfolio umfasst folgende Bereiche:
- Bauen, Sanieren, Modernisieren
- Wohnen & Nachhaltigkeit
- Küchen & Küchenausstattung
- Handwerk & Design
- Gartengestaltung & Gartenkultur

## Bayerischer Staatspreis und Bundespreis
Die Internationale Handwerksmesse bildet den Rahmen für verschiedene Preisverleihungen: So wird jedes Jahr der Bayerische Staatspreis, ausgelobt vom Bayerischen Staatsministerium für Wirtschaft, Infrastruktur, Verkehr und Technologie, an ausstellende Handwerksbetriebe verliehen. Prämiert werden Ideen und Lösungen in den Kategorien „Gestaltung“ und „Technik“. Darüber hinaus zeichnet der alljährlich vom Bundesministerium für Wirtschaft und Technologie ausgeschriebene Bundespreis bis zu zwölf handwerkliche Neuerungen aus dem In- und Ausland für ihre Innovations- und Nutzwirkung für das Handwerk und dessen Kunden aus.

## Historie
Die Internationale Handwerksmesse wurde am 15. Juli 1949 durch den stellvertretenden Landesdirektor der Militärregierung für Bayern, Clarence M. Bolds, unter dem Namen Handwerksmesse München erstmals eröffnet. Damals versammelte sie 820 Aussteller auf 14.000 Quadratmetern Hallenfläche. Sie wurde vom Verein für Handwerksausstellungen und Messen e. V. organisiert und ausgerichtet, dem Vorgänger der heutigen Veranstalterin GHM. Ein Jahr später wurde sie in Deutsche Handwerksmesse umfirmiert. 1962 erhielt sie dann den aktuellen Namen Internationale Handwerksmesse. Zu diesem Zeitpunkt nahm sie eine Brückenfunktion zwischen Ost und West ein. Über den Eisernen Vorhang hinweg stellten immer mehr Länder aus dem kommunistischen Ostblock in München ihre Exponate aus.
2020 und 2021 fiel die Messe aufgrund der Covid-19-Pandemie aus. 2021 wurde sie aus dem gleichen Grund vom März in den Juli verlegt.

## Politischer Stellenwert der Messe

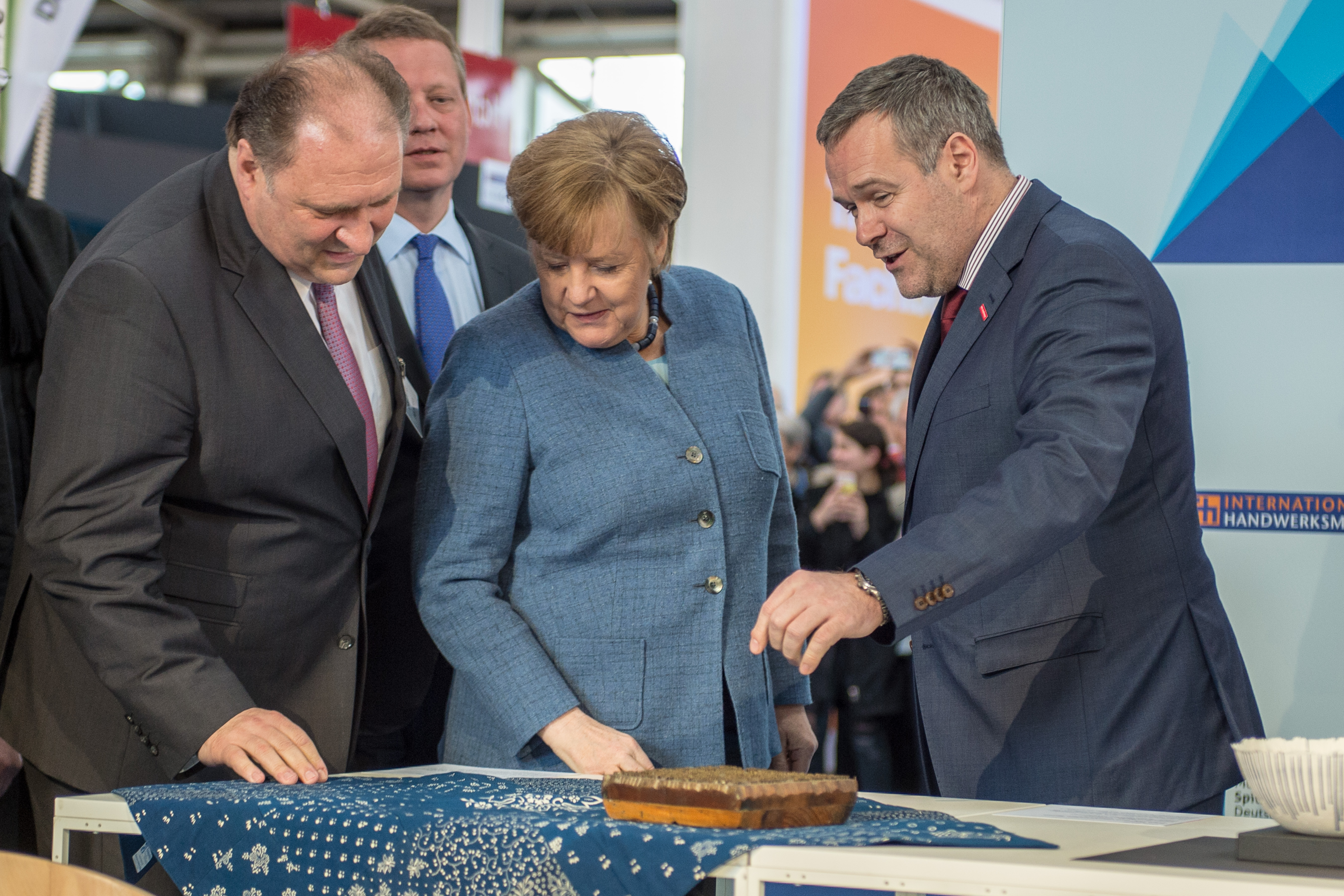
Angela Merkel beim Messebesuch der Internationalen Handwerksmesse 2018 in München

Seit der Erstveranstaltung 1949 sieht sich die Internationalen Handwerksmesse als Treffpunkt für Handwerksorganisationen, -institutionen und -verbände aus Deutschland, Europa und der Welt. Viele Verbandstreffen mit prominenten Gästen aus Politik und Wirtschaft machen sie außerdem zu einer der wichtigsten politischen Plattformen des Handwerks. Zahlreiche prominente Namen wie Ludwig Erhard, Theodor Heuß, Kurt Georg Kiesinger, Otto Graf Lambsdorff, Franz Josef Strauß, Edmund Stoiber, Angela Merkel, u. v. a. reihen sich aneinander. Heutzutage eröffnet traditionsgemäß der Bundeswirtschaftsminister die Messe. Große öffentliche Beachtung findet auch das jährlich stattfindende „Spitzengespräch der Deutschen Wirtschaft“, bei dem der Bundeskanzler sowie Spitzenvertreter der deutschen Wirtschaftsverbände zusammentreffen, um über wirtschaftspolitische Themen zu diskutieren.
Die Internationale Handwerksmesse erfährt weltweit großes mediales Interesse. Jährlich registrieren sich rund 1.000 Journalisten, um über die Messe zu berichten. Zudem nutzen zahlreiche handwerkliche Organisationen die Messe als Rahmen für Fachtagungen und Kongresse.